# أناستازيا هورن
أناستازيا هورن (بالإنجليزية: Anastasia Horne)‏ هي مغنية وممثلة أمريكية، ولدت في 5 أغسطس 1978 في كلاريمونت في الولايات المتحدة.

## وصلات خارجية
- أناستازيا هورن على موقع IMDb (الإنجليزية)